# Сиркур
Сиркур (фр. Circourt) насеље је и општина у североисточној Француској у региону Лорена, у департману Вогези која припада префектури Епинал.
По подацима из 2011. године у општини је живело 78 становника, а густина насељености је износила 13,15 становника/km². Општина се простире на површини од 5,93 km². Налази се на средњој надморској висини од 330 метара (максималној 465 m, а минималној 311 m).

## Демографија
| 1962. | 1968. | 1975. | 1982. | 1990. | 1999. | 2011. |
| ----- | ----- | ----- | ----- | ----- | ----- | ----- |
| 110   | 101   | 79    | 75    | 81    | 89    | 78    |

График промене броја становника у току последњих година